# Destino (1963)
Destino é uma telenovela mexicana, produzida pela Televisa e exibida em 1963 pelo Telesistema Mexicano.

## Elenco
- Carmen Montejo
- Rafael Banquells
- Luis Lara
- Virginia Gutiérrez